# Campeonato Mundial de Esqui Alpino de 1993
O Campeonato Mundial de Esqui Alpino de 1993 foi a trigésima segunda edição do evento, foi realizado em Morioka, Japão, entre os dias 2 e 14 de fevereiro de 1993.

## Resultados

### Masculino
| Evento                 | Ouro                                    | Prata                                  | Bronze                                   |
| ---------------------- | --------------------------------------- | -------------------------------------- | ---------------------------------------- |
| Downhill (11.02)       | Urs Lehmann · Suíça · 1:32,06           | Atle Skårdal · Noruega · 1:32,66       | A. J. Kitt · Estados Unidos · 1:32,98    |
| Slalom (13.02)         | Kjetil André Aamodt · Noruega · 1:40,33 | Marc Girardelli · Luxemburgo · 1:40,37 | Thomas Stangassinger · Áustria · 1:40,44 |
| Slalom gigante (10.02) | Kjetil André Aamodt · Noruega · 2:15,36 | Rainer Salzgeber · Áustria · 2:16,23   | Johan Wallner · Suécia · 2:17,27         |
| Super G (14.02)        | Cancelado por mal tempo                 | Cancelado por mal tempo                | Cancelado por mal tempo                  |
| Combinado (08.02)      | Lasse Kjus · Noruega ·                  | Kjetil André Aamodt · Noruega ·        | Marc Girardelli · Luxemburgo ·           |

### Feminino
| Evento                 | Ouro                                 | Prata                                     | Bronze                             |
| ---------------------- | ------------------------------------ | ----------------------------------------- | ---------------------------------- |
| Downhill (11.02)       | Kate Pace · Canadá · 1:27,38         | Astrid Lødemel · Noruega · 1:27,66        | Anja Haas · Áustria · 1:27,84      |
| Slalom (09.02)         | Karin Buder · Áustria · 1:27,66      | Julie Parisien · Estados Unidos · 1:27,87 | Elfi Eder · Áustria · 1:28,65      |
| Slalom gigante (10.02) | Carole Merle · França · 2:17,59      | Anita Wachter · Áustria · 2:17,99         | Martina Ertl · Alemanha · 2:18,70  |
| Súper G (14.02)        | Katja Seizinger · Alemanha · 1:33,52 | Sylvia Eder · Áustria · 1:33,68           | Astrid Lødemel · Noruega · 1:34,07 |
| Combinado (05.02)      | Miriam Vogt · Alemanha ·             | Picabo Street · Estados Unidos ·          | Anita Wachter · Áustria ·          |

## Quadro de medalhas
| Ordem | País           | Medalha de ouro | Medalha de prata | Medalha de bronze | Total |
| ----- | -------------- | --------------- | ---------------- | ----------------- | ----- |
| 1     | Noruega        | 3               | 3                | 1                 | 7     |
| 2     | Alemanha       | 2               | 0                | 1                 | 3     |
| 3     | Áustria        | 1               | 3                | 4                 | 8     |
| 4     | Canadá         | 1               | 0                | 0                 | 1     |
|       | França         | 1               | 0                | 0                 | 1     |
|       | Suíça          | 1               | 0                | 0                 | 1     |
| 7     | Estados Unidos | 0               | 2                | 1                 | 3     |
| 8     | Luxemburgo     | 0               | 1                | 1                 | 2     |
| 9     | Suécia         | 0               | 0                | 1                 | 1     |
|       | TOTAL          | 9               | 9                | 9                 | 27    |